# Ebbs
Ebbs är en ort och kommun i distriktet Kufstein i förbundslandet Tyrolen i Österrike. Kommunen gränsar i väster till floden Inn som här är gränsflod mot Tyskland.
Kommunen består av nio orter (Ortschaften) (inom parentes invånarantal 1 januari 2024):

- Asching (106)
- Brand (16)
- Nußham (126)
- Oberbuchberg (86)
- Ebbs (3 233)
- Eichelwang (1 055)
- Kaisertal (34)
- Oberndorf (841)
- Wagrain-Mühltal (432)